# The Gospel Tragedy

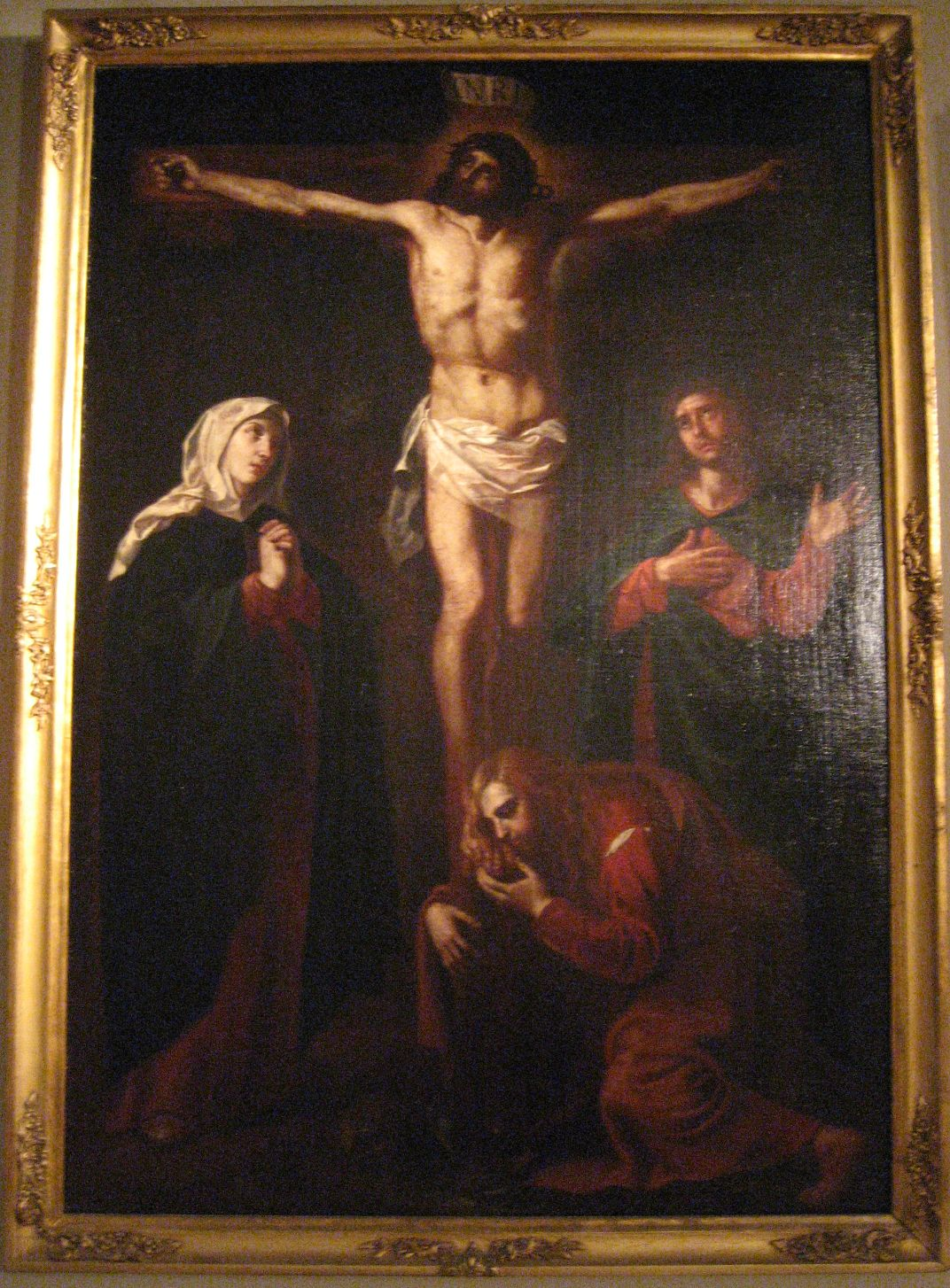
Francisco Ribalta, Ukrzyżowanie

The Gospel Tragedy – poemat epicki amerykańskiego poety Thomasa Brockwaya, opublikowany w 1795. Utwór, pozostający pod wyraźnym wpływem epiki religijnej Johna Miltona jest napisany wierszem białym (blank verse).
Ye Bards sublime, whose strength has borne the Muse

Through unknown worlds, and fame immortal gain’d,

Pardon my bold attempt, with feebler wings

To soar, on subject great that’s left by you.

O Thou, whose light in gloomy darkness shines

My foul instruct, with meafur’d lines to sing

God’s Son in flesh; arm’d with a mighty cross

His ensign grave, in gospel char’ot borne

O’er Hell triumphant.
Zobacz też: Raj utracony, Raj odzyskany.